# Solo tu
"Solo tu" é uma canção do girl group brasileiro Rouge, lançada em 18 de janeiro de 2019, pela Sony Music, como segundo single do EP 5 (2018) e do quinto álbum de estúdio, Les 5inq (2019).

## Antecedentes
Solo Tu foi escolhida, pelos fãs, como segundo single do EP "5", através de uma votação no Spotify. "Vocês participaram da ação 'escolha nosso próximo single', e a grande vencedora foi SOLO TU!!! Obrigada a cada um que participou, resgatou os pontos e nos ajudou nessa difícil missão de escolher uma música dentre as 4 possibilidades do EP! Em breve novidades para vocês", afirmou o grupo nas redes sociais.

## Vídeo musical
O videoclipe foi gravado em 17 e 18 de dezembro de 2018, em uma praia do Rio de Janeiro — o grupo gravou, também, na casa da integrante Aline Wirley, mas a gravação pode ser parte de uma novidade surpresa que não foi revelada até então. O lançamento aconteceu em 18 de janeiro de 2019.
O videoclipe começa com as cinco integrantes em uma praia, ao nascer do sol. Fantine canta o primeiro trecho (em v.o) antes de cortar para todas juntas e começarem a cantar. Após Aline, Fantine, Karin e Li cantarem, enquanto Lu canta a sua parte, o cenário muda para um luau com varias pessoas dançando junto com o Rouge. O vídeo termina no mesmo lugar em câmera fade out.

## Histórico de lançamento
| País  | Data                  | Formato(s)                 | Gravadora  |
| ----- | --------------------- | -------------------------- | ---------- |
| Mundo | 18 de janeiro de 2019 | Download digital streaming | Sony Music |